# زبربر
زبربر (به عربی: الزبربر) یک شهرداری در الجزایر است که در استان بویره واقع شده‌است. زبربر ۴٬۵۲۵ نفر جمعیت دارد.